# Saint-Jean-de-Verges
Saint-Jean-de-Verges település Franciaországban, Ariège megyében. Lakosainak száma 1288 fő (2022. január 1.). Saint-Jean-de-Verges Arabaux, Crampagna, Foix, Gudas, L’Herm, Varilhes és Dalou községekkel határos.

## Népesség
A település népessége az elmúlt években az alábbi módon változott:
| Lakosok száma | 460  | 635  | 787  | 1058 | 1181 | 1220 | 1249 | 1275 | 1285 | 1288 |
|               | 1968 | 1982 | 1990 | 2006 | 2013 | 2015 | 2017 | 2019 | 2020 | 2022 |